# Teoria katastrof
Teoria katastrof (teoria morfogenezy, teoria przejść nieciągłych) – dział matematyki, zajmujący się systemami dynamicznymi, w szczególności sytuacjami, gdy ciągła zmiana parametru kontrolnego prowadzi do jakościowych zmian zachowania systemu. Jej autorem jest francuski matematyk René Thom, a wybitnym propagatorem Erik Christopher Zeeman. Teoria katastrof znajduje zastosowanie w fizyce i technice, a także w socjologii, ekonomii, lingwistyce i in. 
Teorię katastrof próbowano stosować do opisu zachowań społecznych, lecz z małym skutkiem. Sprawdziła się natomiast w zastosowaniach technicznych.

## Katastrofy w ekonomii
Przykłady zjawisk ekonomicznych modelowanych za pomocą katastrof:
Katastrofa wierzchołka
- Bilans płatniczy (Jakimowicz 2003)
- Cykl koniunkturalny (Zeeman 1977, Varian 1979, Jakimowicz 2003)
- Płynne kursy walutowe (Jakimowicz 1995)
- Polityka fiskalna (Jakimowicz 2004)
- Polityka kadrowa (Guastello 1995)
- Polskie kryzysy społeczno-ekonomiczne (Łączkowski 1984)
- Rynek pracy (Rosser 1992)
- Siły wytwórcze (Ribeil 1975)
- Strategie zarządzania (Laszczak 1999)
- Wzrost gospodarczy (Zeeman 1975)
- Rynek nieruchomości (Bełej 2010, Bełej&Kulesza 2013)

Katastrofa motyla
- Motywacja w organizacji (Guastello 1995)
- Negocjacje płacowe (Zeeman 1975)
- Polityka gospodarcza (Jakimowicz 2004)
- Społeczno-polityczne skutki recesji gospodarczych (Isnard, Zeeman 1976)
- Wojny gospodarcze (Jakimowicz 2003)